# 남방붉은옆줄주머니쥐
남방붉은옆줄주머니쥐(Monodelphis sorex)는 주머니쥐과에 속하는 남아메리카 주머니쥐의 일종이다. 아르헨티나와 브라질 그리고 파라과이에서 발견된다. 작은 둥근 귀와 길고 뾰족한 코 그리고 몸길이의 절반 정도에 이르는 꼬리를 갖고 있다. 머리와 목 그리고 이마 부위는 회색빛을 띠고 등은 짙은 갈색이고, 궁둥이는 불그스레한 색을 띤다. 털은 짧으며, 수컷이 암컷보다 크다. 육상성 동물로 곤충을 주로 먹으며, 작은 척추동물이나 과일을 먹기도 한다. 대부분의 유대류와 달리, 암컷에게 새끼를 넣어 기르는 육아낭이 없다. 새끼들이 어미의 젖꼭지에 매달리며, 더 크면 어미의 등이나 옆구리에 탄다. 땃쥐짧은꼬리주머니쥐 또는 난쟁이짧은꼬리주머니쥐로도 불린다.